# Тяжёлая атлетика на летних Олимпийских играх 1904 — многоборье на гантелях
Соревнования по тяжёлой атлетике в многоборье на гантелях среди мужчин на летних Олимпийских играх 1904 прошли с 1 по 3 сентября. Приняли участие три спортсмена из одной страны.

## Призёры
| Золото           | Серебро              | Бронза            |
| Оскар Остхоф США | Фредерик Уинтерс США | Фрэнк Канглер США |

## Соревнование

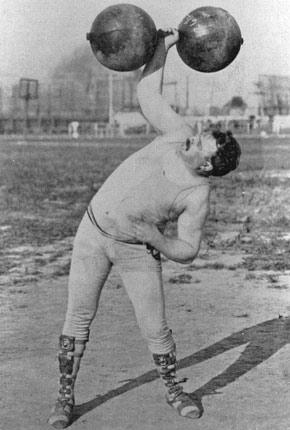
Фредерик Уинтерс во время многоборья

| Место | Спортсмен              | 1 попытка | 1 попытка | 2 попытка | 2 попытка | 3 попытка | 3 попытка | 4 попытка | 4 попытка | 5 попытка | 5 попытка | 6 попытка | 6 попытка | 7 попытка | 7 попытка | 8 попытка | 8 попытка | 9 попытка | 9 попытка | 10 попытка | 10 попытка | Всего очков |
| Место | Спортсмен              | Результат | Очки      | Результат | Очки      | Результат | Очки      | Результат | Очки      | Результат | Очки      | Результат | Очки      | Результат | Очки      | Результат | Очки      | Результат | Очки      | Результат  | Очки       | Всего очков |
| ----- | ---------------------- | --------- | --------- | --------- | --------- | --------- | --------- | --------- | --------- | --------- | --------- | --------- | --------- | --------- | --------- | --------- | --------- | --------- | --------- | ---------- | ---------- | ----------- |
| 1     | Оскар Остхоф (USA)     | 45,14 кг  | 3         | 33,51 кг  | 3         | 52,96 кг  | 3         | 68,04 кг  | 5         | 67,42 кг  | 3         | 57,61 кг  | 3         | 68,49 кг  | 5         | 52,96 кг  | 3         | 88,22 кг  | 5         | 6×80,29 кг | 15         | 48          |
| 2     | Фредерик Уинтерс (USA) | 62,14 кг  | 5         | 45,47 кг  | 5         | 58,97 кг  | 5         | 58,97 кг  | 2         | 81,53 кг  | 5         | 61,46 кг  | 5         | 63,73 кг  | 3         | 57,38 кг  | 5         | 88,22 кг  | 5         | 6×47,74 кг | 7          | 45          |
| 3     | Фрэнк Канглер (USA)    | 36,06 кг  | 1         | 24,15 кг  | 1         | 42,69 кг  | 1         | 58,97 кг  | 2         | 48,95 кг  | 1         | 46,66 кг  | 1         | 42,75 кг  | 1         | 35,38 кг  | 1         | 66,91 кг  | 1         | —          | 0          | 10'         |